# Marie Dinesen
Marie Dinesen (3 de noviembre de 1877 – 17 de agosto de 1935) fue una actriz teatral y cinematográfica de nacionalidad danesa, activa en la época del cine mudo. 

## Biografía
Nacida en Hjermind Sogn, Dinamarca, su verdadero nombre era Marie Kristine Benthe. Ella debutó como actriz teatral en el Dagmarteatret el 17 de mayo de 1895 con la pieza Amoriner. Al siguiente año llegó al Teatro Casino, en Copenhague, y de nuevo al Dagmar entre 1903 y 1904. En los años 1905 y 1906 fue actriz teatral en Oslo, Noruega. En 1908, y ya de nuevo en Dinamarca, ingresó en el Folketeatret de Copenhague, centro del cual formó parte hasta el momento de su muerte. 
Debutó en el cine en 1912 actuando para la productora Nordisk Film, participando en numerosa películas hasta el año 1923.
Marie Dinesen estuvo casada con el cineasta Robert Dinesen, aunque la pareja se separó. Tuvo un hijo, el escritor Kirsten Thomsen, nacido el 11 de julio de 1900. Marie Dinesen falleció en Dinamarca el 17 de agosto de 1935, y fue enterrada en el Cementerio de Vestre, en Copenhague.

## Filmografía
- 1912 : Operabranden
- 1912 : Kommandørens Døtre
- 1913 : Atlantis
- 1913 : Under Blinkfyrets Straaler
- 1914 : Lejla
- 1914 : Fædrenes Synd
- 1914 : Det sorte Skib
- 1914 : Vingeskudt
- 1914 : Tugthusfange No. 97
- 1914 : Fangens Søn
- 1914 : De kære Nevøer
- 1915 : Guldkalven
- 1915 : Manden med Staalnerverne
- 1915 : Cigaretpigen
- 1915 : Brandmandens Datter
- 1915 : Millionæren i Røverhænder
- 1916 : Den skønne Evelyn
- 1916 : Hjertestorme
- 1916 : Den største Kærlighed
- 1916 : Grevinde Clara
- 1916 : Hvo, som elsker sin Fader
- 1916 : Spiritisten
- 1916 : Sønnen
- 1917 : Manden uden Smil
- 1917 : Et Barnehjerte
- 1917 : Børnenes Synd
- 1917 : Kvinden med de smukke Øjne
- 1917 : Studenterkammeraterne
- 1917 : Krigens Fjende
- 1917 : Brændte Vinger
- 1918 : En Lykkeper
- 1919 : Gillekop
- 1919 : Den Æreløse
- 1919 : En Kunstners Gennembrud
- 1919 : Hans store Chance
- 1919 : Hendes Helt
- 1922 : Store Forventninger
- 1922 : David Copperfield
- 1923 : Lasse Månsson fra Skaane
- 1923 : En Nat i København
- 1923 : Madsalune
- 1928 : Fra Mørke til Lys